# Juan Manuel Soriano
Juan Manuel Soriano Ruiz (Santa Cruz de Tenerife, 1920 - Barcelona, 10 de octubre de 1995) fue un periodista y a la vez actor de doblaje español. Alcanzó popularidad después de casarse con Núria Llobera Moral.
Comenzó su carrera profesional en Radio Nacional de España, donde en 1949 creó el Teatro invisible enseñando a grandes actores como Elsa Fábregas y Constantino Romero que más adelante también saltaron a la gran pantalla. A la vez adaptó a la radio algunas conocidas obras de teatro, como La guerra de los mundos.
También hizo algunas incursiones en el medio televisivo a principios de los años 60, con programas como ¿Quién tiene la palabra? (1963), Tarjeta de visita (1964), ¿Quién es quién? (1964-1965) o ¿Quién dice la verdad? (1965-1966).
Destacada fue también su carrera como actor y director de doblaje, con participación en más de doscientas películas desde 1946 hasta su muerte. Con una voz prodigiosa, característica, con una dicción perfecta y con una naturalidad increíble. Le permitió a lo largo de su carrera doblar a multitud de actores de la época. Según él mismo dijo, el peor actor que ha doblado ha sido Rock Hudson. Años después se retiró, pero a mediados de los 80 regresó al mundo del doblaje, doblando a multitud de secundarios. En este campo, además de sus doblajes de estrellas como Humphrey Bogart y Cary Grant, realizó los siguientes trabajos:
- Montgomery Clift en De aquí a la eternidad y Yo confieso.
- Kirk Douglas en Espartaco, El último atardecer y El último tren de Gun Hill.
- Errol Flynn en Robin de los bosques.
- William Holden en El puente sobre el río Kwai y Sabrina.
- Rock Hudson en Confidencias a medianoche y Rifles de Bengala.
- Alan Ladd en Raíces profundas.
- Dean Martin en Río Bravo.
- Steve McQueen en Los siete magníficos.
- Gregory Peck en El cabo del terror.
- Clive Revill en Star Wars Episodio V: El Imperio Contraataca.
- Robert Stack en Escrito sobre el viento.
- Richard Widmark en El Álamo y ¿Vencedores o vencidos?.

## Reconocimientos
- Premio Ondas como mejor actor de radio en 1957.